# Souchez (fiume)
La Souchez è un fiume francese che scorre nel nord del Paese, nel dipartimento Passo di Calais (regione Alta Francia)  ed è in gran parte canalizzato o scorre in alveo artificiale. Si tratta in effetti della prima parte del corso di un altro fiume, la Deûle.

## Geografia
Lunga 13,6 km, essa costituisce la parte a monte del corso della Deûle e nasce dalla fusione — nell'omonimo comune di Souchez — di due torrenti: il Carency e il Saint-Nazaire.
La Souchez irriga e drena le città di Lens, Liévin, Angres e i loro dintorni nel Bacino minerario del Nord-Passo di Calais e nel sistema idrografico «Marque-Deûle»; è una regione densamente urbanizzata (il territorio di questo fiume accoglieva circa un milione e mezzo di abitanti alla fine del XX secolo), sotto il nome d'insieme del Bacino Artois-Piccardia.

## Ecologia
Questo sistema idrografico e idrogeologico è stato fortemente perturbato dai cedimenti minerari, di cui le SAGE deve tenere conto.
Secondo lo stato dei luoghi al 2008 dell'agenzia dell'acqua: 
()

## Gestione ed ecologia
Il fiume è stato a poco a poco canalizzato per dare il canale di Souchez (più comunemente noto come Canale di Lens), che permette oggi la circolazione di imbarcazioni di 400 tonnellate.